# 1898 aux Territoires du Nord-Ouest
Chronologie des Territoires du Nord-Ouest
- 1894
- 1895
- 1896
- 1897
- 1898
- 1899
- 1900
- 1901
- 1902

Cette page concerne des événements survenus en 1898 dans le territoire canadien des Territoires du Nord-Ouest.

## Politique
- Premier ministre : Frederick W. A. G. Haultain
- Commissaire :
- Législature :

## Événements
- 13 juin : le Yukon devient un territoire distinct des Territoires du Nord-Ouest ; Dawson City en est la nouvelle capitale.